# Mangoldt (Adelsgeschlecht)

Wappen derer von Mangoldt

Mangoldt ist der Name eines alten osterländischen Adelsgeschlechts aus Poserna bei Weißenfels (Sachsen-Anhalt). 

## Geschichte
Das Geschlecht erscheint erstmals urkundlich am 19. Juli 1261 mit Manegoldus de Wizenfels. Die direkte Stammreihe beginnt im Jahr 1328 mit Henrich von Puzerne, der da ist genandt Manegolt, begütert bei Weißenfels.

### Namens- und Wappenvereinigungen
- Mangoldt-Gaudlitz: Königlich sächsische Namensvereinigung am 25. Mai 1888 in Dresden für den königlich sächsischen Oberst und Brigade-Kommandeur Dr. phil Hans von Mangoldt (1869–1936), Sohn des königlich sächsischen Generalmajors George von Mangoldt (1840–1899) und dessen erster Ehefrau Louise Gaudlitz (1846–1888) aus Leipzig.
- Mangoldt-Reiboldt: Königlich sächsische Namensvereinigung am 28. Mai 1878 in Dresden und Wappenvereinigung am 3. März 1888 in Dresden für den königlich sächsischen Kammerherrn und Hofmarschall Erich von Mangoldt (1856–1924), Sohn des königlich sächsischen Geheimen Regierungsrats Gustav von Mangoldt (1804–1875) und dessen zweiter Ehefrau Agnes von Reiboldt (Haus Polenz) (1817–1901) aus dem Adelsgeschlecht Reibold.[2]

## Wappen
Das Stammwappen zeigt in Silber vor zwei aufwärts geschränkten roten Turnierfahnen an roten Lanzen einen querliegenden blauen Fisch. Auf dem Helm mit rot-silbernen Decken die Schildbilder.
Wappen vom 20. März 1888 (Mangoldt-Reiboldt): Gespalten; rechts Stammwappen, links geteilt; oben in Blau ein wachsender silberner Greif, unten silbern ohne Bild (v. Reiboldt); zwei Helme;rechts Stammwappenhelm, auf dem linken mit blau-silbernen Decken der wachsende Greif (v. Reiboldt).

## Bekannte Familienmitglieder
- Georg Christoph von Mangoldt (1717–1796), kursächsischer Kreishauptmann
- Hans Julius August von Mangoldt (1798–1865), sächsischer Generalleutnant
- Louise Henriette von Mangoldt (1823–1865), deutsche Pädagogin
- Georg von Mangoldt (1840–1899), sächsischer Generalmajor
- Gustav Traugott von Mangoldt (fl. 1869), sächsischer Geheimer Regierungsrat, Schwiegersohn des sächsischen Geheimen Finanzrates Ferdinand von Reiboldt († 1858), vorletzter Gutsbesitzer des Dorfes Spremberg in der Oberlausitz (1858–1872) und letzter Kirchenpatron der Stadt Neusalza, heute Neusalza-Spremberg, Verwandtschaft zur Adelsfamilie von Salza und Lichtenau
- Hans von Mangoldt (1824–1868), Ökonom
  - Hans von Mangoldt (1854–1925), Mathematiker
    - Hermann von Mangoldt (1895–1953), deutscher Staatswissenschaftler und CDU-Politiker, Innenminister des Landes Schleswig-Holstein (Juni–November 1946), Begründer des Grundgesetz-Kommentars Mangoldt-Klein
      - Hans von Mangoldt (* 1940), Professor für Öffentliches Recht und Völkerrecht an der Universität Tübingen, Mitglied des Verfassungsgerichtshofes des Freistaates Sachsen

  - Karl von Mangoldt (1868–1945), Wohnungsreformer
- Rose von Mangoldt (1877–1967), deutsche Sozialreformerin
- Hans Karl von Mangoldt-Reiboldt (1896–1971), deutscher Jurist, Bankier und Manager, 1948–1951 Botschafter bei der OEEC in Paris
- Ursula von Mangoldt-Reiboldt (1904–1987), deutsche Schriftstellerin und Verlegerin
- Renate von Mangoldt (* 1940), deutsche Fotografin